# ニア・ソーリー
ニア・ソーリー(Near Sawrey)は、イギリス・カンブリア州の湖水地方のエスウェイト（Esthwaite Water）湖畔にある小さな村。
ピーター・ラビットの作者であるビアトリクス・ポターが半生を過ごした土地として有名。彼女の生きていた時代はランカシャー州の飛び地だった。絵本に出てくる風景が今もそのまま残っている。
位置は、北緯54度21分11.37秒 西経2度58分21.76秒 / 北緯54.3531583度 西経2.9727111度。

## 観光
- ヒル・トップ - ビアトリクス・ポターの家